# リスボン大学
リスボン大学（ポルトガル語: Universidade de Lisboa, ラテン語: Universitas Olisiponensis）は、ポルトガルのリスボンに所在する大学である。8学部から構成される。ポルトガル王国崩壊後の1911年に創設されたが、リスボンにおける大学の歴史は13世紀に遡る。

## 歴史
ポルトガル初の大学はディニス1世によってリスボンに創設され、ストゥディウム・ジェネラーレ(Estudo Geral)と呼ばれた。続く247年間は、この最初の大学は幾度かリスボンとコインブラの間を移転した。1537年に、ジョアン3世は大学のコインブラ移転を最終的に決定した。大学の研究機関は教員と図書館の蔵書も含めてコインブラに移転し、最終的にコインブラ大学が設置された。1911年に理工科学校、王立リスボン医学校、文学高等研究過程などの新旧の各種学校を統合して現在の大学が設置されると、リスボンは再び大学都市となった。